# آنجیلا تومباپو ساببا
آنجیلا تومباپو ساببا (انگلیسی: Anjila Tumbapo Subba؛ زادهٔ ۲۸ مهٔ ۱۹۹۶) بازیکن فوتبال اهل نپال است.
وی همچنین در تیم ملی فوتبال زنان نپال بازی کرده‌است.